# Gerhard Quinkert
Gerhard Quinkert (* 7. Februar 1927 in Lüdenscheid; † 6. Mai 2015) war ein deutscher Chemiker.

## Leben und Forschung
Quinkert studierte an der Technischen Universität Braunschweig Chemie und wurde bei Hans Herloff Inhoffen 1955 zum Dr. rer. nat. promoviert. In Inhoffens Arbeitskreis habilitierte er sich 1961 auch. Im Jahr 1963 wurde er außerordentlicher Professor und 1967 ordentlicher Professor am Lehrstuhl für Organische Chemie der TU Braunschweig. Quinkert wechselte dann 1970 als Professor an das Institut für Organische Chemie und Chemische Biologie der Universität Frankfurt am Main. Ab 1973 war er Vorstandsmitglied der Gesellschaft Deutscher Chemiker (bis 1981) und wurde 1986 Mitherausgeber der Fachzeitschriften für organische Chemie Tetrahedron und Tetrahedron Letters (bis 1998). Außerdem wurde er 1988 in die Deutsche Akademie der Naturforscher Leopoldina und 1989 in die Academia Europaea aufgenommen. Seine Emeritierung erfolgte im Jahr 1995. 
Zu Quinkerts früheren Forschungsgebieten zählen lichtinduzierte Reaktionen von Ketonen, beispielsweise die Photolyse von Cyclobutanonen oder die Bildung von Dienylketenen aus Cyclohexadienonderivaten. Er befasste sich auch mit stereoselektiven Synthesen von Steroidlactamen, die durch sogenannte Photolactamisierung erreicht wurden.
Ein weiteres Anliegen in späteren Jahren war ihm die Annäherung der organischen Chemie an die Biologie, sowohl hinsichtlich einer interdisziplinären Lehre als auch einer an biologischen Problemen orientierten Forschung und Synthesemethodik.

## Ehrungen
Quinkert wurde 1961 mit einem Stipendium der Karl-Winnacker-Stiftung der Hoechst AG ausgezeichnet. Er erhielt einige bedeutende Wissenschaftspreise, wie die Emil-Fischer-Medaille (1984), die Adolf-Windaus-Medaille der Universität Göttingen (1985) und die Hans-Herloff-Inhoffen-Medaille der Gesellschaft für Biotechnologische Forschung in Braunschweig (1994).
1996 erhielt er mit Christian Griesinger und Ernst Egert den Literaturpreis des Fonds der Chemischen Industrie für ihr Buch Aspekte der Organischen Chemie.

## Veröffentlichungen (Auswahl)
- mit Stefan Scherer, Dietmar Reichert, Hans-Peter Nestler, Helma Wennemers, Andreas Ebel, Klaus Urbahns, Klaus Wagner, Klaus-Peter Michaelis, Gerhard Wiech, Günter Prescher, Bernd Bronstert, Bernd-Jürgen Freitag, Ilka Wicke, Dietmar Lisch, Pavel Belik, Thorsten Crecelius, Dirk Hörstermann, Gottfried Zimmermann, Jan W. Bats, Gerd Dürner und Dieter Rehm: Stereoselective Ring Opening of Electronically Excited Cyclohexa-2,4-dienones: Cause and effect, Helv. Chim. Acta 1997, 80, 1683–1772, doi:10.1002/hlca.19970800602.
- mit Holger Bang und Dietmar Reichert: Variation and Selection, Helv. Chim. Acta 1996, 79, 1260–1278, doi:10.1002/hlca.19960790504.
- mit Ernst Egert und Christian Griesinger: Aspekte der organischen Chemie (Teil: Struktur).  Verlag Helvetica Chimica Acta, Basel 1995, ISBN 3-906390-11-X.
- mit Michael Del Grosso, Astrid Döring, Wolfgang Döring, Ralf I. Schenkel, Markus Bauch, Gernot T. Dambacher, Jan W. Bats, Gottfried Zimmermann und, Gerd Dürner: Total Synthesis with a Chirogenic Opening Move Demonstrated on Steroids with Estrane or 18a-Homoestrane Skeleton, Helv. Chim. Acta 1995, 78, 1345–1391, doi:10.1002/hlca.19950780524.
- Spuren der Chemie im Weltbild unserer Zeit. In: J. Mittelstraß, G. Stock (Hrsg.): Chemie und Geisteswissenschaften: Versuch einer Annäherung. Akademie Verlag, Berlin 1992.
- mit Herbert Stark: Stereoselective Synthesis of Enantiomerically Pure Natural Products — Estrone as Example, Angew. Chem. Int. Ed. Engl. 1983, 22, 637–655, doi:10.1002/anie.198306373.